# Spondylurus turksae
Espèce
Spondylurus turksae est une espèce de sauriens de la famille des Scincidae.

## Répartition
Cette espèce est endémique des îles Turks. Elle se rencontre dans les îles de Grand Turk, de Gibbs Cay et de Cotton Cay.

## Étymologie
Cette espèce est nommée en référence au lieu de sa découverte, les îles Turks.

## Publication originale
- Hedges & Conn, 2012 : A new skink fauna from Caribbean islands (Squamata, Mabuyidae, Mabuyinae). Zootaxa, no 3288, p. 1–244 (texte intégral).